# Agulleta

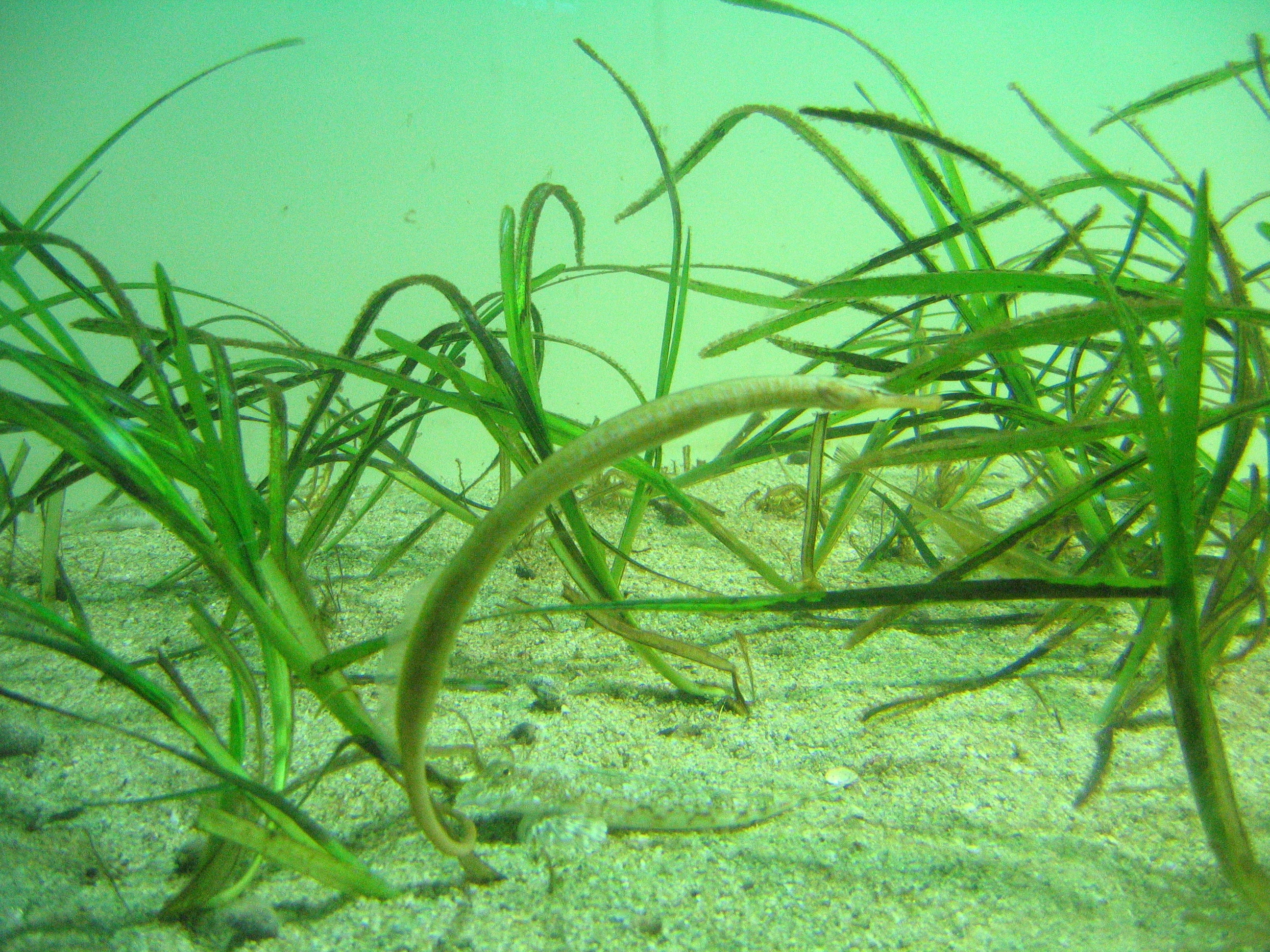
Agulleta a l'aquàrium d'Océanopolis

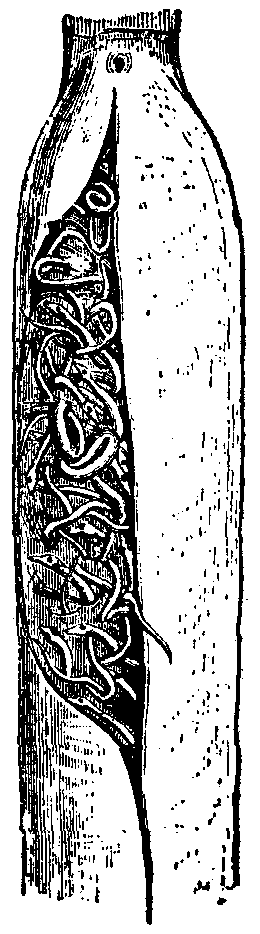
Ou

L'agulleta (Syngnathus acus) és una espècie de peix de la família dels singnàtids i de l'ordre dels singnatiformes.
Els adults poden assolir 50 cm de longitud total. És ovovivípar i el mascle transporta els ous en una bossa ventral, la qual es troba a sota de la cua.
És un peix demersal de clima subtropical que viu entre 90-110 m de fondària. Es troba des de Noruega, les illes Fèroe i les Illes Britàniques fins al Sàhara Occidental i Senegàmbia (incloent-hi la Mediterrània, la mar Egea i la mar Negra), i des de Namíbia fins al Cap de Bona Esperança i Zululàndia.